# Побоичная (станция)
Побоичная — железнодорожная станция ведомственной Монзенской железной дороги. Открыта в 1959 году и названа по посёлку Побоичная.

## История
Станция была открыта в 1959 году при пуске участка Стеклянка — Солигалич. Рядом со станцией вырос посёлок (по состоянию на 2009 год в нём оставалось всего 3 жилых дома).
В 1997 году в пяти километрах от станции (на 76 километре Монзенской дороги) открылся перенесённый из Гремячего нижний склад Гремячинского лесопункта. На магистральной линии появилась стрелка на этот склад, на котором лес с новопостроенной узкоколейки перегружался в вагоны широкой колеи. Однако в 2005 году в связи с банкротством ПЛО «Монзалес» узкоколейка была разобрана, а склад закрыт, всё его оборудование было пущено на погашение долгов банкрота.

## Описание
Станция представляет собой обычный двухпутный разъезд. Вблизи станции сохранились недействующие семафорные установки. Других примечательных объектов на станции нет.

## Деятельность
По станции производится остановка пассажирского поезда, продажа билетов на него, а также скрещение встречных грузовых составов.

### Расписание поездов
| № поезда | Периодичность курсирования     | Маршрут       | Время |
| -------- | ------------------------------ | ------------- | ----- |
| 102      | Среда, пятница, выходные       | Вохтога — Ида | 22:35 |
| 101      | Понедельник, четверг, выходные | Ида — Вохтога | 4:31  |

Кроме того, в период с 1997 по 2006 год по маршруту Гремячий — Побоичная курсировал рабочий поезд, перевозивший работников нового Гремячинского лесопункта к месту работы и обратно.